# Pothejnos
Pothejnos (I wiek p.n.e.) – królewski eunuch, koregent Egiptu (wraz z Achillasem i Theodetesem z Chios) w latach 51-48 p.n.e.
Stronnik i doradca Ptolemeusza XIII w czasie jego walki o władzę z Kleopatrą VII. Przeciwnik Cezara – po wkroczeniu wojsk rzymskich do Aleksandrii podburzał lud do wystąpienia przeciwko Cezarowi, śląc jednocześnie wezwania o pomoc do Achillasa, stojącego ze swoim wojskiem pod Peluzjon. Dało to początek tzw. wojnie aleksandryjskiej. 
Został stracony przez Cezara podczas oblężenia dzielnicy pałacowej przez wojska egipskie.